# Krustenanemonen
Die Krustenanemonen (Zoanthidea), auch Zoantharia oder Zoanthinaria genannt, sind eine weltweit verbreitete, aber nur sehr unzureichend untersuchte Ordnung der Blumentiere (Anthozoa), denen im Gegensatz zu ihren Verwandten, den Steinkorallen, jegliches Skelett fehlt. Die meisten Vertreter erreichen eine Größe von nur wenigen Zentimetern. In dieser Ordnung sind solitär lebende und auch koloniebildende Arten vertreten. Krustenanemonen sind beliebte Pfleglinge im Meerwasseraquarium.

## Toxizität
Palythoa-Arten verfügen über das Gift Palytoxin. Es ist mit einer  LD50 von 0,15 µg/kg eines der wirksamsten akut toxischen organischen Gifte, welches nicht auf Eiweiß basiert; lediglich Maitotoxin ist noch giftiger. Wahrscheinlich handelt es sich dabei um einen Fraßschutz. Da es sich bei Krustenanemonen um beliebte Aquarientiere handelt, kommt es immer wieder zu Vergiftungen der Besitzer. So zählte das Giftinformationszentrum Nord 46 Fälle seit 2000 in Niedersachsen, Schleswig-Holstein, Hamburg und Bremen. Es wird empfohlen, bei Arbeiten im Aquarium Handschuhe zu tragen. Bei Reinigungsarbeiten außerhalb des Aquariums, z. B. beim Säubern bewachsener Steine, sollte auf ausreichende Belüftung geachtet werden. Es gibt keine Inkubationszeit, das Gift wirkt sofort, sowohl als Kontaktgift als auch über Aerosole. Beschwerden äußern sich je nach Aufnahmemenge in Unwohlsein, Erbrechen, starkem Schüttelfrost und Lähmungen des gesamten Muskelapparates. Zurzeit gibt es kein Gegengift. Helfen kann ein gefäßerweiterndes Medikament. Todesfälle sind bisher nicht beschrieben.

## Systematik

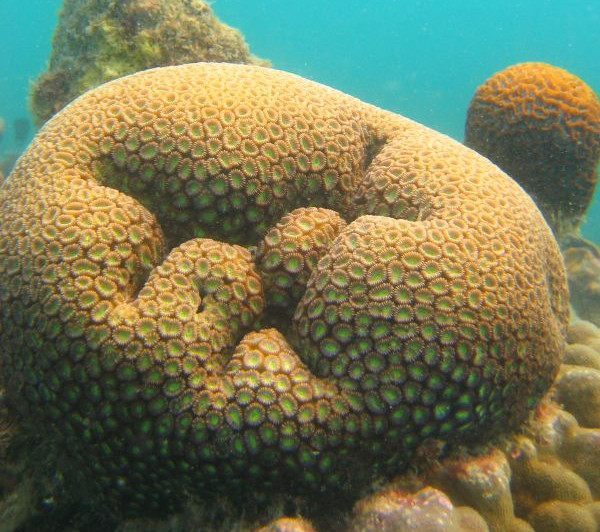
Krustenanemonenkolonie, wahrscheinlich Palythoa sp.

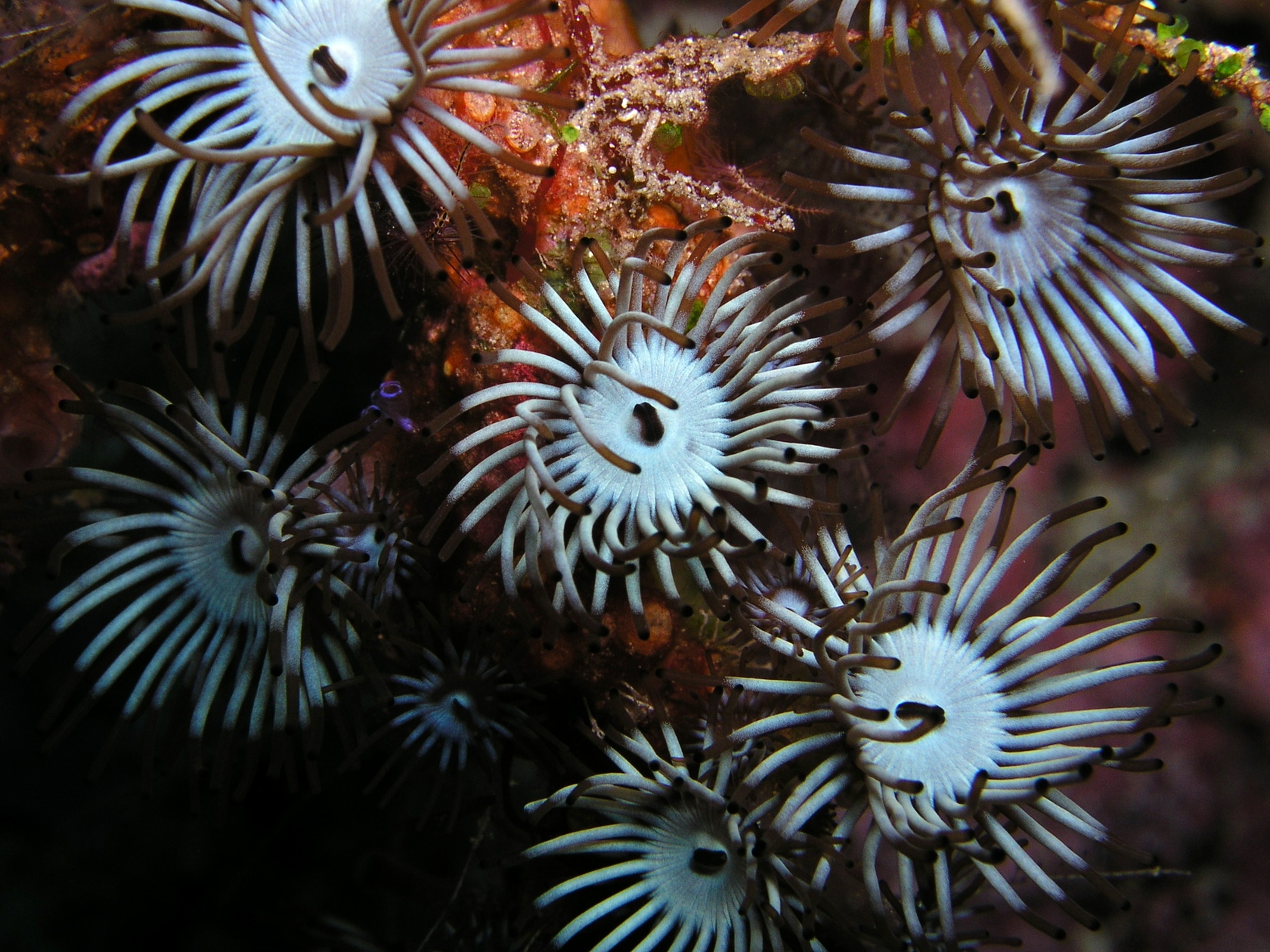
Protopalythoa sp.?

Ordnung Zoanthidea Rafinesque-Schmaltz, 1815 (= Zoanthinaria, Zoantharia)
- Unterordnung Brachycnemina Haddon & Shackleton, 1891
  - Familie Neozoanthidae Herberts, 1972
    - Gattung Neozoanthus Herberts, 1972[2]

  - Familie Sphenopidae Hertwig, 1882
    - Gattung Palythoa Lamouroux, 1816
    - Gattung Protopalythoa Verrill, 1900
    - Gattung Sphenopus Steenstrup, 1856

  - Familie Zoanthidae Gray, 1840
    - Gattung Acrozoanthus Kent, 1893
    - Gattung Isaurus Gray, 1828
    - Gattung Zoanthus Cuvier, 1800
- Unterordnung  Macrocnemina Haddon & Shackleton, 1891
  - Familie Epizoanthidae Delage & Hirouard, 1910
    - Gattung Epizoanthus Gray, 1867
    - Gattung Thoracactis Gravier, 1918

  - Familie Parazoanthidae Delage & Hirouard, 1910
    - Gattung Isozoanthus Carlgren in Chun, 1903
    - Gattung Parazoanthus Haddon & Shackleton, 1891
    - Gattung Savalia Nardo, 1814

  - Familie Abyssoanthidae Reimer & Fugiwara, 2007
    - Gattung Abyssoanthus Reimer & Fugiwara, 2007 (einzige Art Abyssoanthus nankaiensis)

Phylogenetische Untersuchungen von 8 Gattungen der beiden Unterfamilien Brachycnemina und Macrocnemina zufolge ist Brachycnemina als monophyletische Klade Epizoanthus als Schwestertaxon gegenüberzustellen. Mit Epizoanthus zweigen alle weiteren untersuchten Arten ab. Die untersuchten Gattungen sind mit Ausnahme von Parazoanthus monophyletisch.